# Космос-2299
Космос-2299 је један од преко 2400 совјетских вјештачких сателита лансираних у оквиру програма Космос.
Космос-2299 је лансиран са космодрома Плесецк, СССР, 26. децембра 1994. Ракета-носач Циклон-3 је поставила сателит у орбиту око планете Земље. Маса сателита при лансирању је износила 220 килограма. Космос-2299 је био комуникациони сателит.